# Шультис, Ян
Ян Шультис из Фельсдорфа (чеш. Jan Šultys z Felsdorfu; 1560, Слани, Чешское королевство — 21 июня 1621, Прага, Чешское королевство) — чешский политический деятель, участник антигабсбургского восстания 1618 года, член Директории. Один из 27 казнённых на Староместской площади.

## Биография
Ян Шультис родился в городе Слани в 1560 году. Заключив выгодный брак с Анной Холоубковой, он обосновался в Кутна-Горе, где открыл постоялый двор. Постепенно Шультис стал одним из богатейших горожан: к концу жизни ему принадлежали шесть домов, два сада, несколько ферм вокруг города. В 1604 году он получил дворянство с предикатом «из Фельсдорфа», в 1614 году — приматором Кутна-Горы.
В 1618 году, когда чешские сословия восстали против Габсбургов, Шультис стал членом нового правительства — Директории. Впоследствии он утверждал, что его заставили с помощью угроз, и современные исследователи считают, что так могло быть на самом деле. После поражения Шультис был приговорён к смерти за измену, оскорбление величества и подстрекательство народа к мятежу и казнён на Староместской площади 21 июня 1621 года вместе с 26 своими товарищами. Очерёдность во время казни зависела от социального положения осуждённых, и Шультиса обезглавили пятым из мещан (после трёх панов и семи рыцарей).
Голову Шультиса выставили на всеобщее обозрение на городских воротах в Кутна-Горе. Она провисела там до 1724 года и была похоронена (с разрешения императора) только в связи с ремонтом ворот. Имущество Шультиса было конфисковано, часть его в 1623 году перешла к сыновьям казнённого.
Имя Яна Шультиса выбито на мемориальной доске, которую установили на стене Староместской ратуши. О казни его и товарищей напоминают кресты на брусчатке Староместской площади. В Сланях именем Шультиса названа одна из улиц, на стене его дома установлена мемориальная доска. На стене дома в Кутна-Горе, где жил Шультис, есть памятная надпись.